# Колумбийски змии
Колумбийските змии (Amastridium) са род влечуги от семейство Смокообразни (Colubridae).
Таксонът е описан за пръв път от американския палеонтолог Едуард Дринкър Коуп през 1861 година.

## Видове
- Amastridium sapperi – Колумбийска змия
- Amastridium veliferum